# Rhinantheae
Rhinantheae Lamarck & de Candolle, 1806 è una tribù di piante spermatofite dicotiledoni parassite appartenenti alla famiglia delle Orobanchaceae, dall'aspetto di piccole erbacee annuali o perenni e dai piccoli fiori labiati.

## Etimologia
Il nome della tribù deriva dal suo genere più importante (Rhinanthus) il cui nome a sua volta è stato assegnato dal biologo e scrittore svedese Carl von Linné (Rashult, 23 maggio 1707 – Uppsala, 10 gennaio 1778) nel 1737, e pubblicato nel 1753, accostando due termini greci : rhin o rhinòs (= naso) e ànthos (= fiore), e fa riferimento alla particolare forma del fiore (fiore nasuto). Il nome scientifico della tribù è stato definito dal naturalista, zoologo, botanico enciclopedista e chimico francese Jean-Baptiste Lamarck (1744 – 1829) insieme al botanico e micologo svizzero Augustin Pyrame de Candolle (1778 – 1841) in una pubblicazione del 1806.

## Descrizione

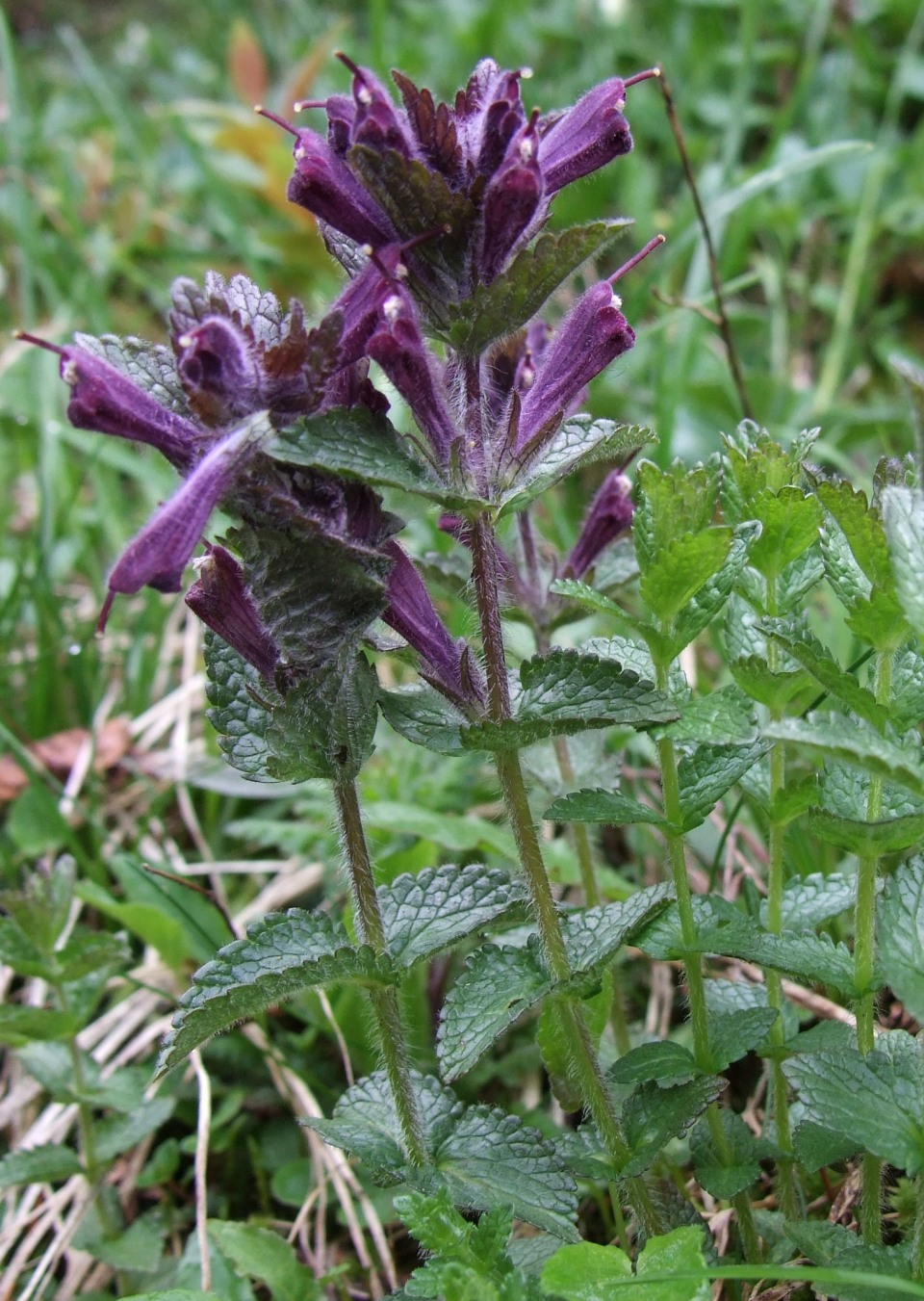
Il portamento
Bartsia alpina

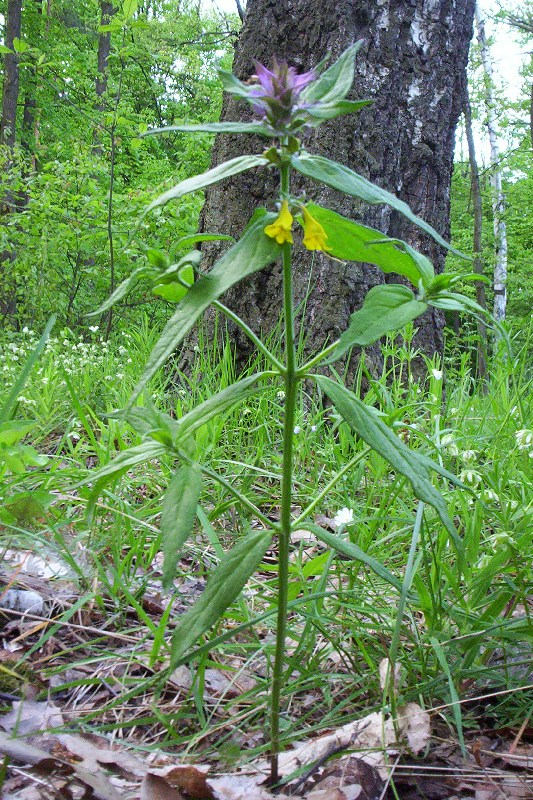
Le foglie
Melampyrum nemorosum

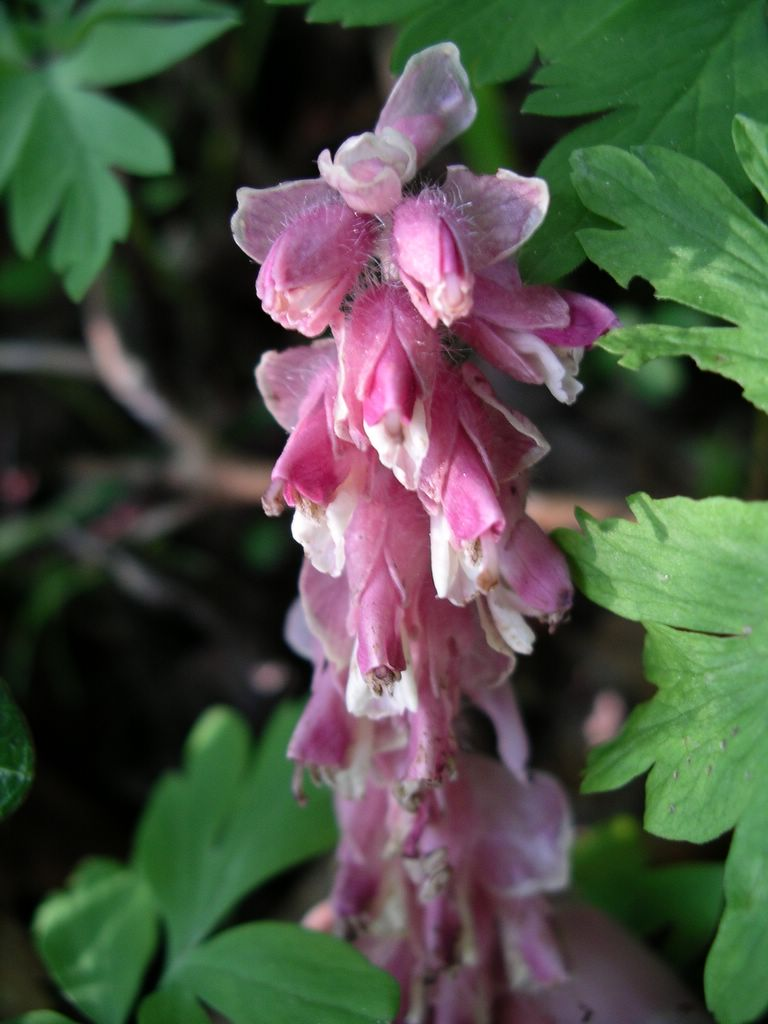
Infiorescenza
Lathraea squamaria

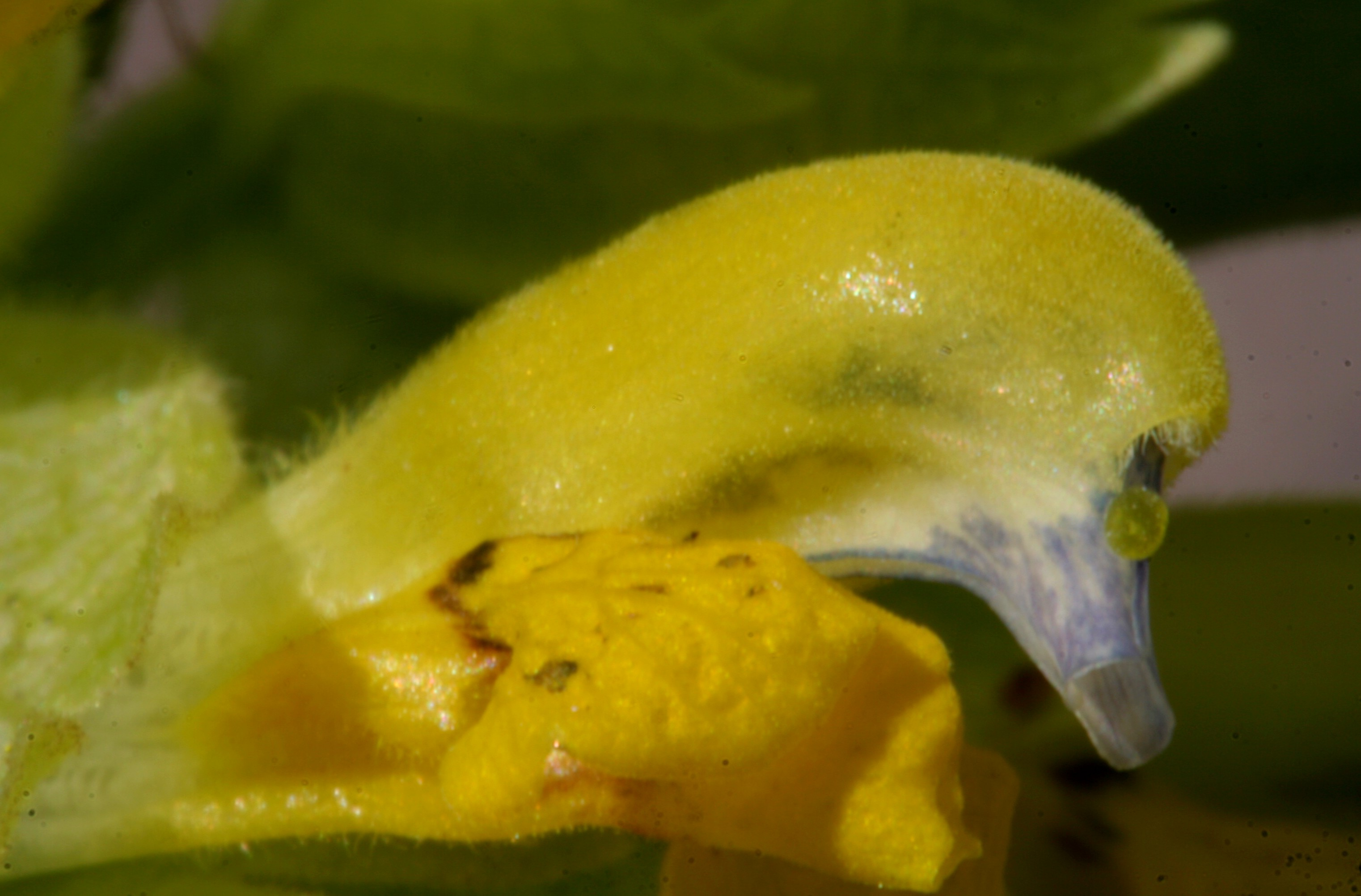
I fiori
Rhinanthus alectorolophus

Le piante di questa tribù sono alte al massimo 80 – 100 cm. La forma biologica prevalente è terofita scaposa (T scap), ossia sono piante erbacee che differiscono dalle altre forme biologiche poiché, essendo annuali, superano la stagione avversa sotto forma di seme, sono inoltre munite di asse fiorale eretto con poche foglie. Altre specie hanno un ciclo biologico perenne e sono arbustive. Sono presenti anche piante suffruticose e rosulate (Pedicularis). La superficie può essere densamente villosa anche per peli ghiandolari. Queste piante sono definite “emiparassite”: ossia vivono sulle radici di altre piante per prelevare acqua e sali minerali, mentre sono capaci di svolgere la funzione clorofilliana (al contrario Lathraea e Conopholis sono gli unici generi del gruppo definiti “parassita assoluto”, ossia privi della funzione clorofilliana).

### Radici
Le radici in genere sono tipo fittone.

### Fusto
I fusti sono eretti o eretto-prostrati e poco ramosi. Raramente (Pterygiella e Tozzia) il fusto ha una sezione quadrangolare a causa della presenza di fasci di collenchima posti nei quattro vertici.

### Foglie
La forma delle foglie varia da lanceolata a ovata-ellittica oppure sono quasi lineari. Sono sessili e lungo il fusto sono disposte in modo opposto (raramente alternato in Rhynchocorys). La consistenza è erbacea oppure subcoriacea; in Lathraea e Conopholis le foglie sono ridotte a delle squame (a volte reniformi). I bordi possono essere sia interi che seghettati o crenati; a volte sono revoluti. In Phtheirospermum sono presenti anche forme pennatifide e pennatosette con segmenti ovoidi-oblunghi e con margini interi o acutamente dentati. In Pedicularis sono presenti anche delle rosette basali.

### Infiorescenza
L'infiorescenza si presenta come un racemo terminale “spiciforme”, più o meno compatto, con fiori sessili o con brevissimi peduncoli. Possono essere presenti delle brattee glabre o pubescenti con margini per lo più dentati. Le bratteole sono presenti solamente in Conopholis. In Melampyrum sono presenti brattee colorate.

### Fiore
I fiori sono ermafroditi, zigomorfi (del tipo bilabiato), con quattro verticilli (calice – corolla - androceo – gineceo) e pentameri (la corolla è a 5 parti).
- Formula fiorale: per questa pianta viene indicata la seguente formula fiorale:

X, K (4), [C (2+3), A 2+2], G (2), (supero), capsula
- Calice: il calice è gamosepalo ed ha la forma di un tubo campanulato più o meno ovale a volte allargato e compresso ai lati, e termina con quattro lobi (tre-cinque nel caso del genere Tozzia e Pterygiella) ravvicinati con apici dentati. A volte è diviso nel mezzo e si presenta fortemente bilabiato. La superficie è glabra oppure pubescente.
- Corolla: la corolla è simpetala e consiste in un tubo cilindrico terminante in un lembo bilabiato con complessivamente 5 lobi. Delle due labbra quello inferiore è trilobato, mentre quello superiore è bilobato. A volte il labbro superiore assume la forma di un caschetto schiacciato ai lati. Altre volte la corolla è subruotata. In alcune specie sono presenti dei rostri prominenti. I colori sono bianco, giallo, magenta o violaceo (ma sono presenti altri colori come quello carnoso della Lathraea squamaria).
- Androceo: l'androceo possiede quattro stami didinami (due grandi e due piccoli) inclusi nella corolla (o sporgenti in Tozzia e Conopholis). Le antere sono disposte trasversalmente e sono provviste di due logge (teche) più o meno uguali, mucronate o arrotondate, barbute o glabre. Le sacche polliniche hanno l'estremità inferiore a forma di freccia.[6]
- Gineceo: l'ovario è supero formato da due carpelli (è quindi biloculare, derivato dai due carpelli iniziali), ma con pochi ovuli) ed ha una forma da strettamente ellittica a oblunga a volte schiacciata. Lo stilo è del tipo filiforme e leggermente curvo; lo stigma è capitato del tipo da clavato a bilobo.

### Frutti
Il frutto è contenuto nel calice (persistente e a volte accrescente) ed ha la struttura di una capsula mucronata a deiscenza variabile (loculicida o setticida, oppure è indeiscente in Tozzia in quanto è una drupa) e con superficie glabra. La forma è arrotondata ma appiattita ai lati. In alcune specie nel suo interno sono presenti delle logge che si aprono tramite due valve. Nelle logge sono contenuti diversi semi reniformi provvisti di endosperma, abbastanza grandi ma compressi quasi discoidali e circondati in alcune specie da un'ala traslucida. A volte la testa dei semi è reticolata.

### Riproduzione
- Impollinazione: l'impollinazione avviene tramite insetti (impollinazione entomogama).
- Riproduzione: la fecondazione avviene fondamentalmente tramite l'impollinazione dei fiori (vedi sopra).
- Dispersione: i semi cadendo a terra sono successivamente dispersi soprattutto da insetti tipo formiche (disseminazione mirmecoria).

## Biologia
Alcune di queste piante non contengono clorofilla per cui possiedono organi specifici per nutrirsi della linfa di altre piante. Le loro radici infatti sono provviste di uno o più austori connessi alle radici ospiti per ricavare sostanze nutritive. Inoltre il loro parassitismo è tale per cui anche i semi per germogliare hanno bisogno della presenza delle radici della pianta ospite; altrimenti le giovani piantine sono destinate ad una precoce degenerazione.

## Distribuzione e habitat
Le specie di questa tribù sono distribuite in Europa, Asia settentrionale e Nord America, con la maggiore diversità di specie in Europa. L'habitat tipico è quello temperato anche a quote medio-alte.

## Tassonomia
La famiglia di appartenenza della tribù (Orobanchaceae) comprende soprattutto piante erbacee perenni e annuali semiparassite (ossia contengono ancora clorofilla a parte qualche genere completamente parassita) con uno o più austori connessi alle radici ospiti. È una famiglia abbastanza numerosa con circa 60 - 90 generi e oltre 1700 - 2000 specie (il numero dei generi e delle specie dipende dai vari metodi di classificazione) distribuiti in tutti i continenti. La tribù Rhinantheae è una delle 10 tribù nella quale è divisa la famiglia.

### Filogenesi

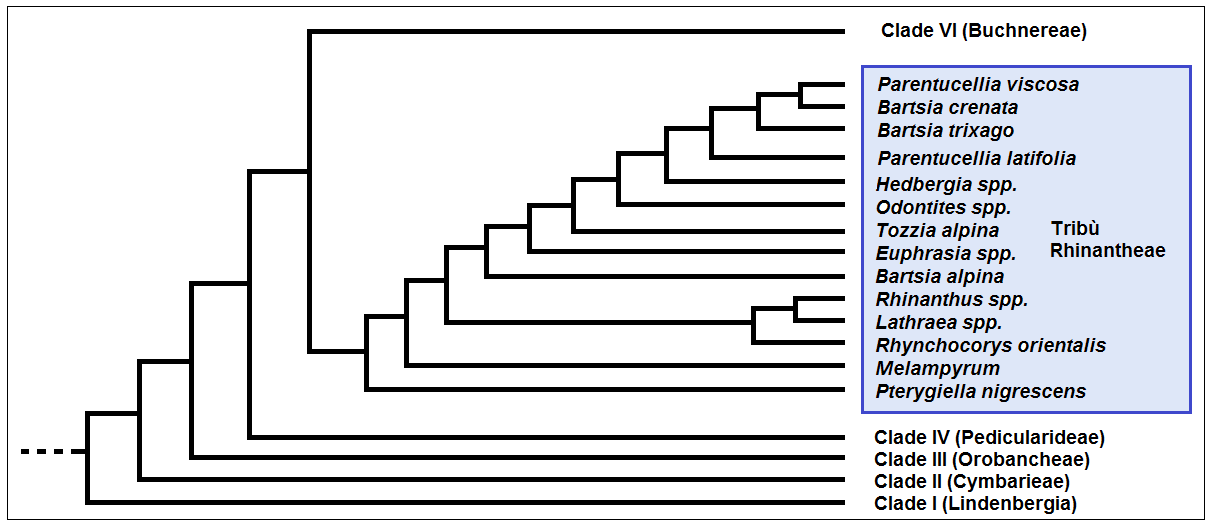
Cladogramma della tribù

La classificazione tassonomica della tribù è in via di definizione in quanto fino a poco tempo fa quasi tutti i suoi generi appartenevano alla famiglia delle Scrophulariaceae (secondo la classificazione ormai classica di Cronquist), mentre ora con i nuovi sistemi di classificazione filogenetica (classificazione APG) sono stati assegnati alla famiglia delle Orobanchaceae; anche i livelli superiori sono cambiati (vedi box tassonomico in alto a destra).
Secondo una recente ricerca di tipo filogenetico la famiglia Orobanchaceae è composta da 6 cladi principali nidificati uno all'interno dell'altro. La tribù Rhinantheae occupa il penultimo clade più interno. Il core del gruppo è formato dai generi Parentucelia, Bartsia, Hedbergia, Odontites e Tozzia, mentre il "gruppo basale" è composto dalle specie del genere Melampyrum. Il genere Pterygiella, in questa ricerca, risulta “gruppo fratello” del resto della tribù. Nell'ambito della famiglia Rhinantheae è “gruppo fratello” delle altre due tribù Buchnereae e Pedicularidae (vedi paragrafo seguente) e insieme formano il "core" della famiglia. Una ricerca del 2012 suddivide la tribù in 5 cladi principali (ed esclude i generi Pedicularis e Conopholis). La monofilia di Rhinantheae tuttavia non è ancora stata accertata completamente.
Il cladogramma a lato, tratto dallo studio citato e semplificato, mostra l'attuale conoscenza filogenetica di alcuni generi della tribù.
Il numero cromosomico delle specie di questa tribù varia da 2n = 9 a 2n = 14.

### Elenco dei generi della tribù
L'elenco seguente (21 generi e circa 900 - 1100 specie) è stato ricavato dalla pubblicazione "The Families and Genera of Vascular Plants" e inoltre fa riferimento ad altre fonti. Comunque la circoscrizione della tribù è ancora in fase di studio; il gruppo di ricerca sulle angiosperme Angiosperm Phylogeny Group assegna alla tribù 18 generi con oltre 500 specie, descrivendo alcuni generi come Pedicularis in un'altra tribù. Studi recenti  (vedi il paragrafo precedente "Filogenesi") suddividono la tribù in tre cladi diversi: (1) clade III Orobancheae  (Conopholis), (2) clade IV Pedicularideae (Pediculris e  Phtheirospermum), (3) clade V Rhinantheae (gruppo principale).
| Genere                                          | Numero specie                                        | Distribuzione                                                                |
| ----------------------------------------------- | ---------------------------------------------------- | ---------------------------------------------------------------------------- |
| Bartsia L., 1753                                | 50 - 60                                              | Regioni temperate dell'Emisfero settentrionale                               |
| Bartsiella Bolliger, 1996 (1)                   | Una specie: Bartsiella rameauana (Emb.) Bolliger     | Marocco                                                                      |
| Bornmuellerantha Rothm.,1943                    | Una specie: Bornmuellerantha aucheri (Boiss.) Rothm. | Dalla Turchia all'Iran                                                       |
| Conopholis Wallr., 1825                         | 2                                                    | Dal Nord America al Messico                                                  |
| Eremitilla Yatsk. & J.L.Contr., 2009(4)         | Una specie: Eremitilla mexicana Yatsk. & J.L.Contr   | Messico                                                                      |
| Euphrasia L., 1753                              | 170 - 350 (3)                                        | Cosmopolita                                                                  |
| Hedbergia Molau, 1988                           | Una specie: Hedbergia abyssinica (Benth.) Molau      | Africa tropicale e Sudafrica                                                 |
| Lathraea L., 1753                               | 7                                                    | Eurasia                                                                      |
| Macrosyringion Rothm., 1943                     | 2                                                    | Spagna, Grecia e Turchia                                                     |
| Melampyrum L., 1753                             | 35                                                   | Regioni temperate del nord (compresa l'America)                              |
| Nothobartsia Bolliger & Molau, 1992             | 2                                                    | Penisola Iberica e Marocco                                                   |
| Odontitella Rothm., 1943                        | Una specie: Odontitella virgata (Link) Rothm.        | Penisola Iberica                                                             |
| Odontites Ludw., 1757                           | 30                                                   | Europa (occidentale e meridionale), dal Nord Africa fino all'Himalaya        |
| Omphalotrix Maxim., 1859                        | Una specie: Omphalotrix longipes Maxim.              | Asia (settentrionale)                                                        |
| Parentucellia Viv., 1824                        | 2                                                    | Europa mediterranea compresa l'Asia occidentale (introdotta nel Sud America) |
| Pedicularis L., 1753(5)                         | 350 - 600                                            | Emisfero settentrionale                                                      |
| Phtheirospermum Bynge ex Fisch. & C. Mey., 1835 | 4 - 7                                                | Asia (orientale)                                                             |
| Pterygiella Oliv., 1896                         | 4                                                    | Cina (meridionale)                                                           |
| Rhinanthus L., 1753                             | 45                                                   | Emisfero settentrionale                                                      |
| Rhynchocorys Griseb., 1844                      | 6                                                    | Dall'Europa meridionale all'Iran                                             |
| Tozzia L., 1753                                 | Una specie: Tozzia alpina L.                         | Alpi e Monti Carpazi                                                         |

- Nota 1: la specie del genere Bartsiella in altre checklist è indicata come sinonimo e appartenente al genere Odontites.[17]
- Nota 2: il genere Bellardia è formato da un'unica specie Bellardia trixago che attualmente viene inclusa nel genere Bartsia (= Bartsia trixago).[1]
- Nota 3: il numero delle specie del genere Euphrasia è difficile da definire in quanto sono presenti molte "microspecie".[7]
- Nota 4: nuova specie monotipo “parassita assoluto” (holoparasitic).[18]
- Nota 5: il genere Pedicularis in alcune ricerche è descritto all'interno della tribù Pedicularidae Duby insieme ad altri generi[10][19]

### Descrizione dei generi spontanei della flora italiana
Per meglio comprendere ed individuare i vari generi della tribù (relativamente ai generi spontanei della flora italiana) l’elenco seguente utilizza in parte il sistema delle chiavi analitiche (vengono cioè indicate solamente quelle caratteristiche utili a distingue un genere dall'altro).
- Gruppo 1A: le piante sono parassite senza clorofilla;

- Genere Lathraea L., 1753 - Latrea: 2 specie in Italia; 2 specie nel resto dell'Europa.

- Gruppo 1B: le piante sono semiparassite con foglie verdi normalmente sviluppate;

- Gruppo 2A: il ciclo biologico delle piante è perenne;

- Gruppo 3A: la corolla è gialla;

- Genere Tozzia L., 1753 - Tozzia: la base del fusto è ricoperta da squame carnose addensate; la capsula contiene un solo seme. Genere monospecifico.
- Genere Rhynchocorys Griseb. - Elefantina: il fusto è privo di squame e la capsula contiene numerosi semi minuti. Una specie in Italia; 5 specie nel resto dell'Europa.

- Gruppo 3B: la corolla è colorata di violaceo scuro;

- Genere Bartsia L., 1753 - Bartsia: 2 specie in Italia; in Europa sono presenti circa 50 specie.

- Gruppo 2B: il ciclo biologico delle piante è annuale;

- Gruppo 4A: il tubo del calice ha una forma ovale, è compresso ai lati e s'ingrossa alla fruttificazione; la forma dei semi è discoidale e sono provvisti di ali;

- Genere Rhinanthus L., 1753 - Cresta di gallo: 16 specie in Italia; 19 specie nel resto dell'Europa.

- Gruppo 4B: il tubo del calice ha una forma cilindrica o conica; la forma dei semi non è discoidale;

- Gruppo 5A: le capsule contengono 4 semi; le foglie dell'infiorescenza hanno un aspetto bratteale e sono divise più profondamente delle foglie cauline;

- Genere Melampyrum L., 1753 - Spigarola: 13 specie in Italia; 19 specie nel resto dell'Europa.

- Gruppo 5B: le capsule contengono molti semi; non sono presenti foglie bratteali nell'infiorescenza;

- Gruppo 6A: il labbro inferiore della corolla è diviso in 3 lobi a loro volta bilobi o bifidi; una loggia delle antere porta un cornetto più lungo dell'altra;

- Genere Euphrasia L., 1753 - Eufrasia: 17 specie in Italia; 170 - 350 nel resto del mondo.

- Gruppo 6B: il labbro inferiore della corolla è diviso in 3 lobi più o meno interi; le logge delle antere hanno cornetti eguali fra loro;

- Gruppo 7A: il portamento dell'infiorescenza è unilaterale; i semi sono lunghi 1 - 2 mm;

- Genere Odontites Ludwig, 1760 - Perlina: 8 specie in Italia; 20 specie nel resto dell'Europa.

- Gruppo 7B: il portamento dell'infiorescenza non è unilaterale; i semi sono lunghi meno di 1 mm;

- Genere Parentucellia Viv., 1824 - Perlina: i semi sono reticolati; il calice ha una forma cilindrica con denti lunghi 1/3 - 1/4 del totale. 2 specie in Italia; 3 specie nel resto dell'Europa.
- Genere Bartsia L., 1753 - Bartsia: i semi sono solcati longitudinalmente; il calice si presenta rigonfio con brevi denti. (= Bartsia trixago)

### Sinonimi
L'entità di questa voce ha avuto nel tempo diverse nomenclature. L'elenco seguente indica alcuni tra i sinonimi più frequenti:
- Euphrasiaceae Martynov, 1820
- Euphrasieae Benth., 1846
- Melampyraceae Hooker & Lindley, 1821
- Rhinanthaceae Ventenat
- Pedicularideae Duby, 1828

## Alcune specie

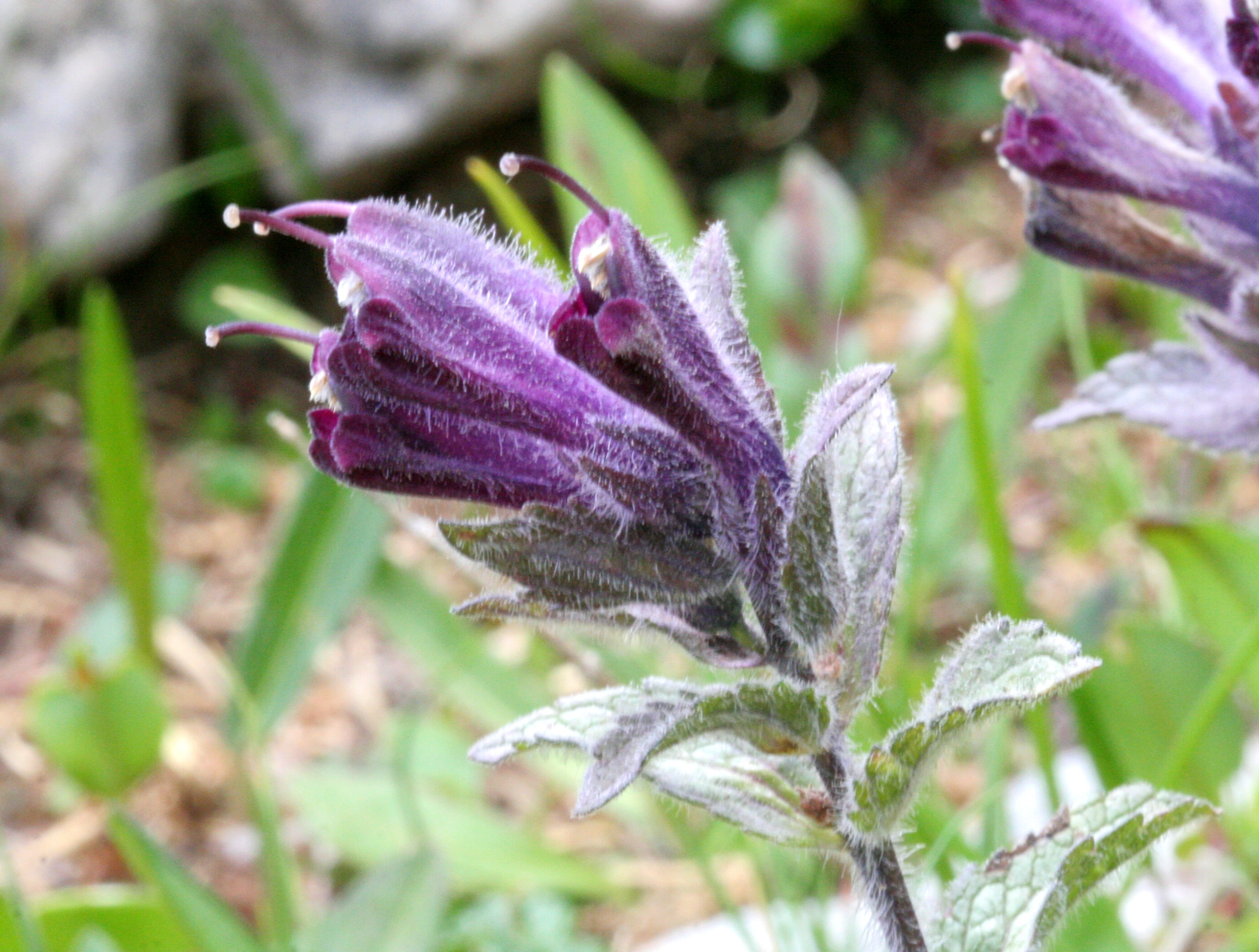
Bartsia alpina
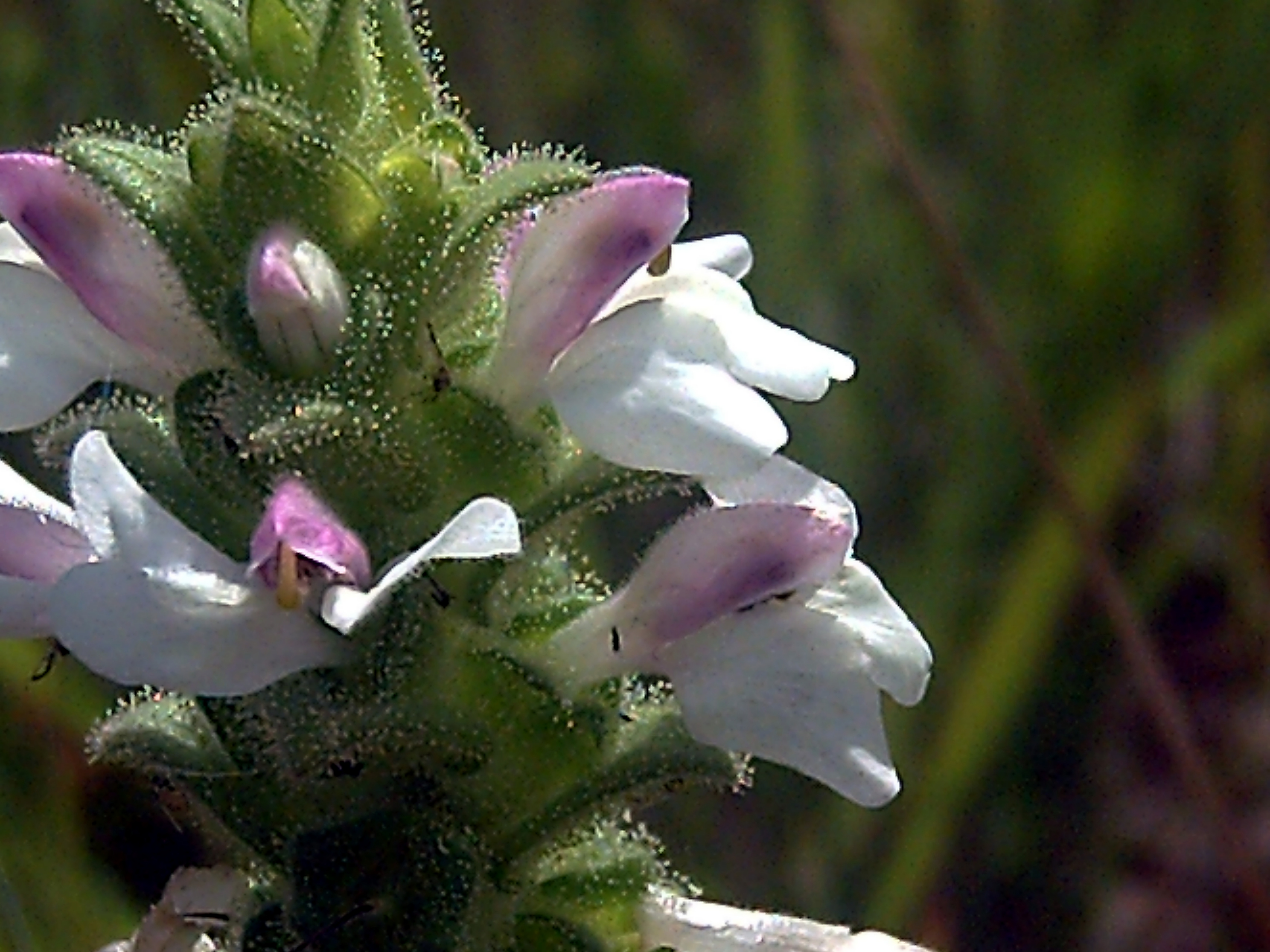
Bartsia trixago
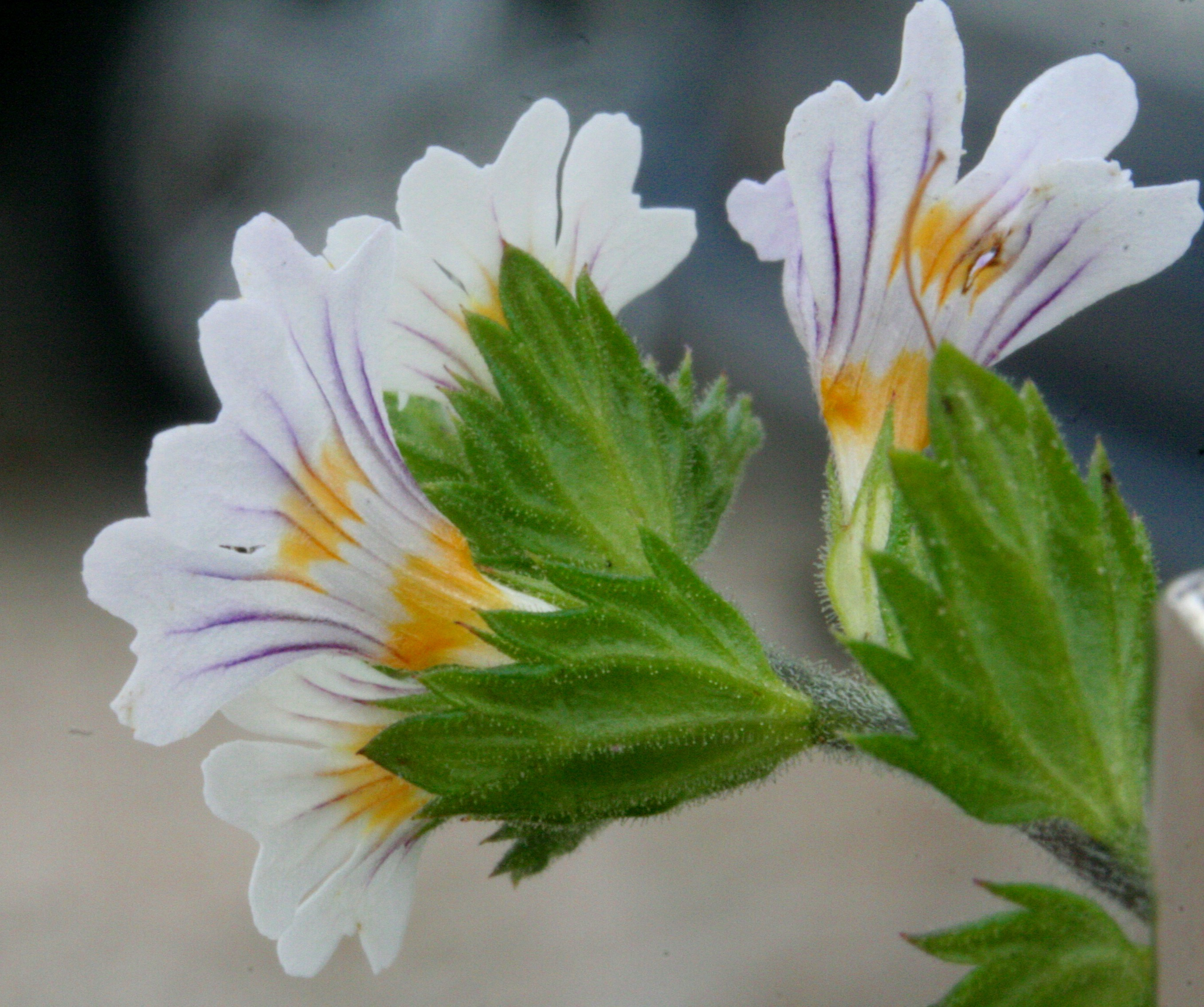
Euphrasia rostkoviana
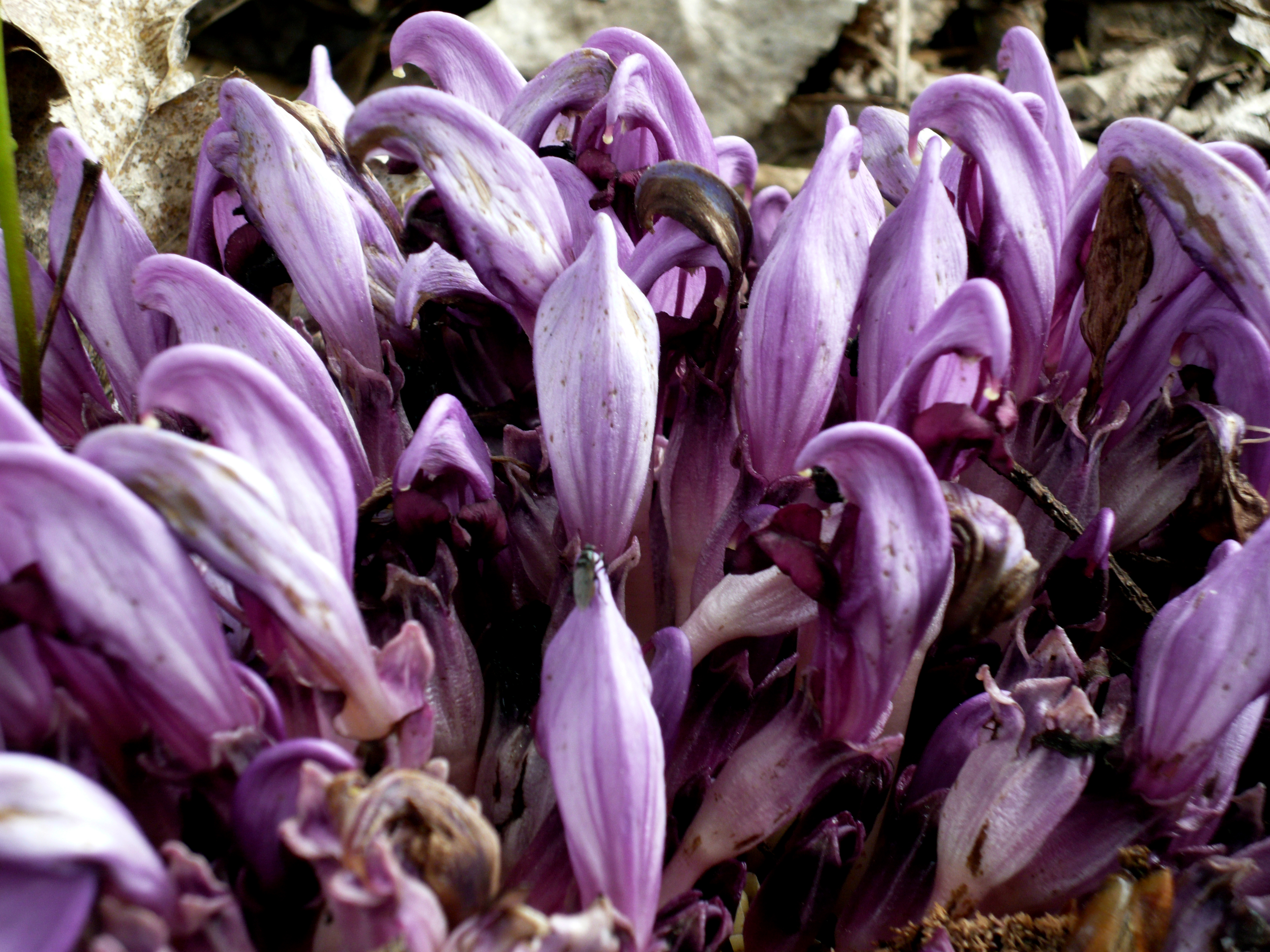
Lathraea clandestina
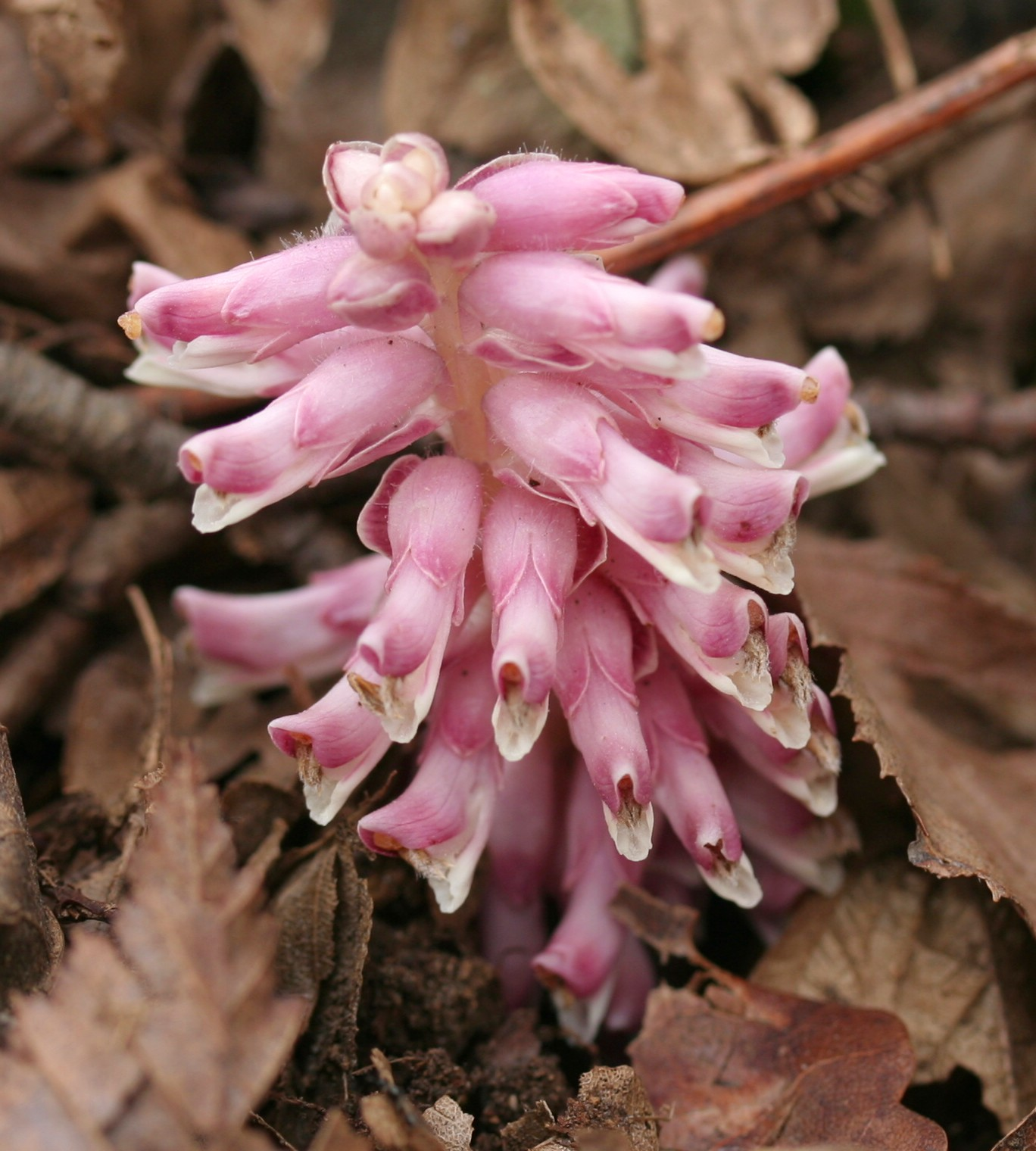
Lathraea squamaria
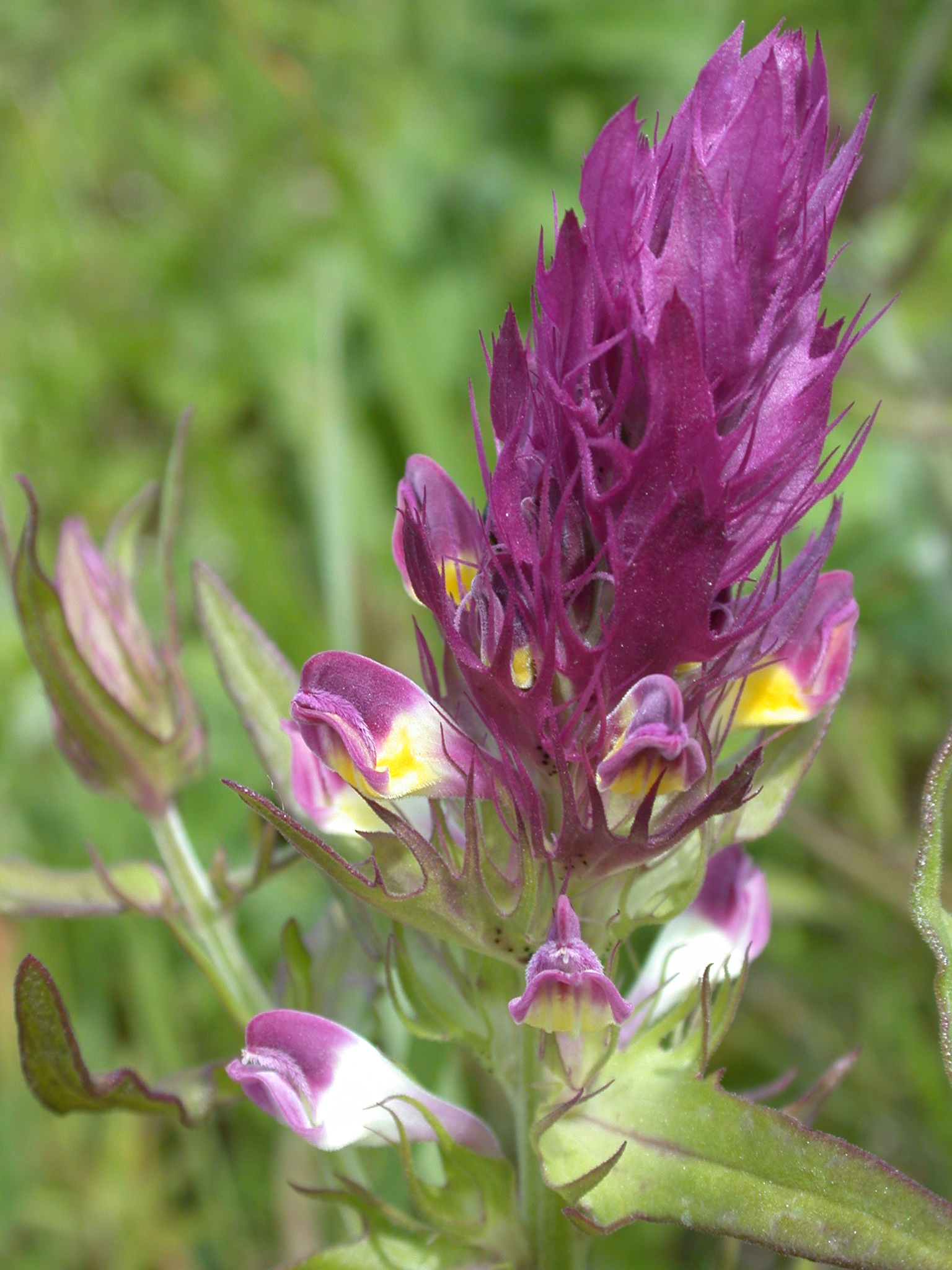
Melampyrum arvense
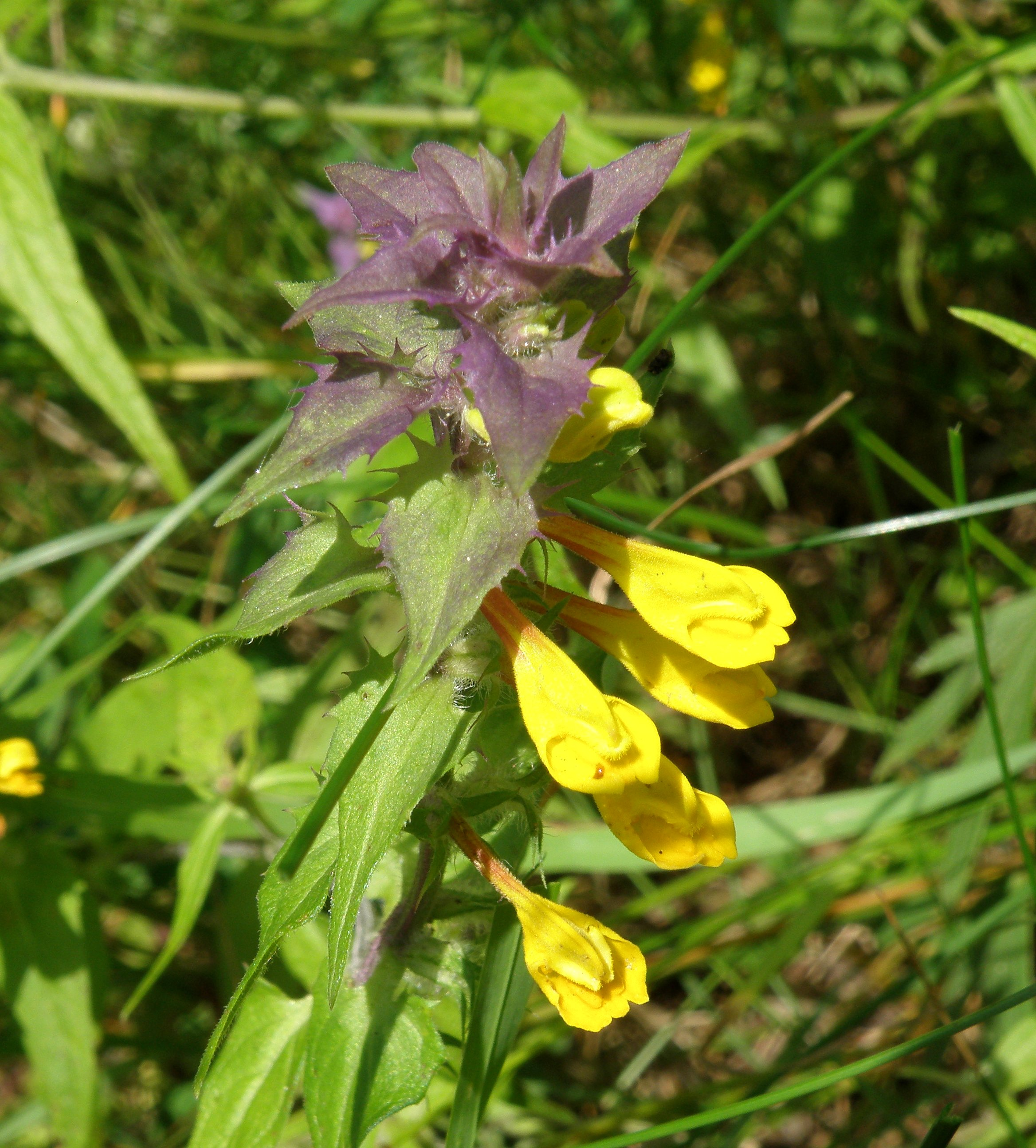
Melampyrum nemorosum
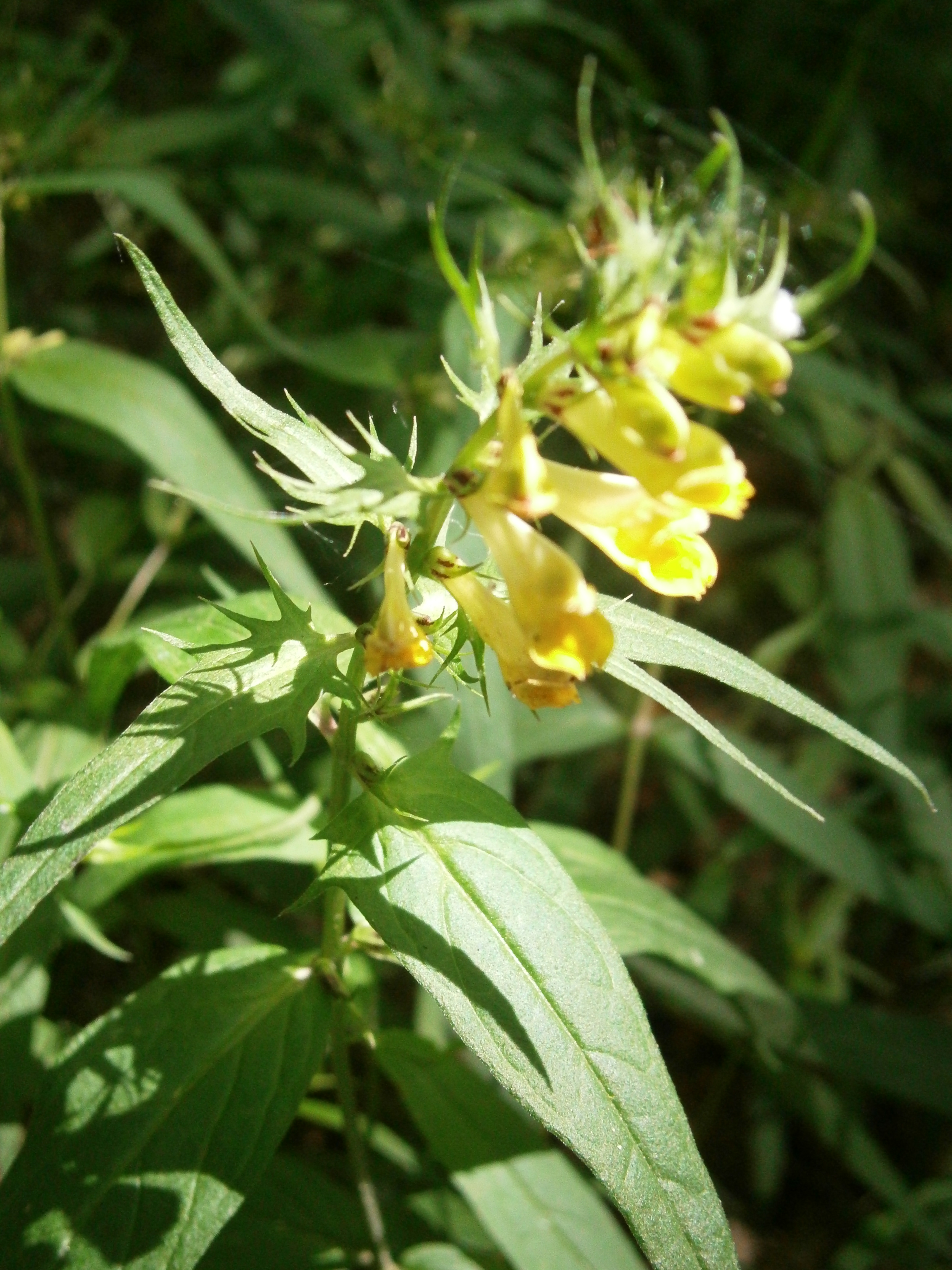
Melampyrum pratense
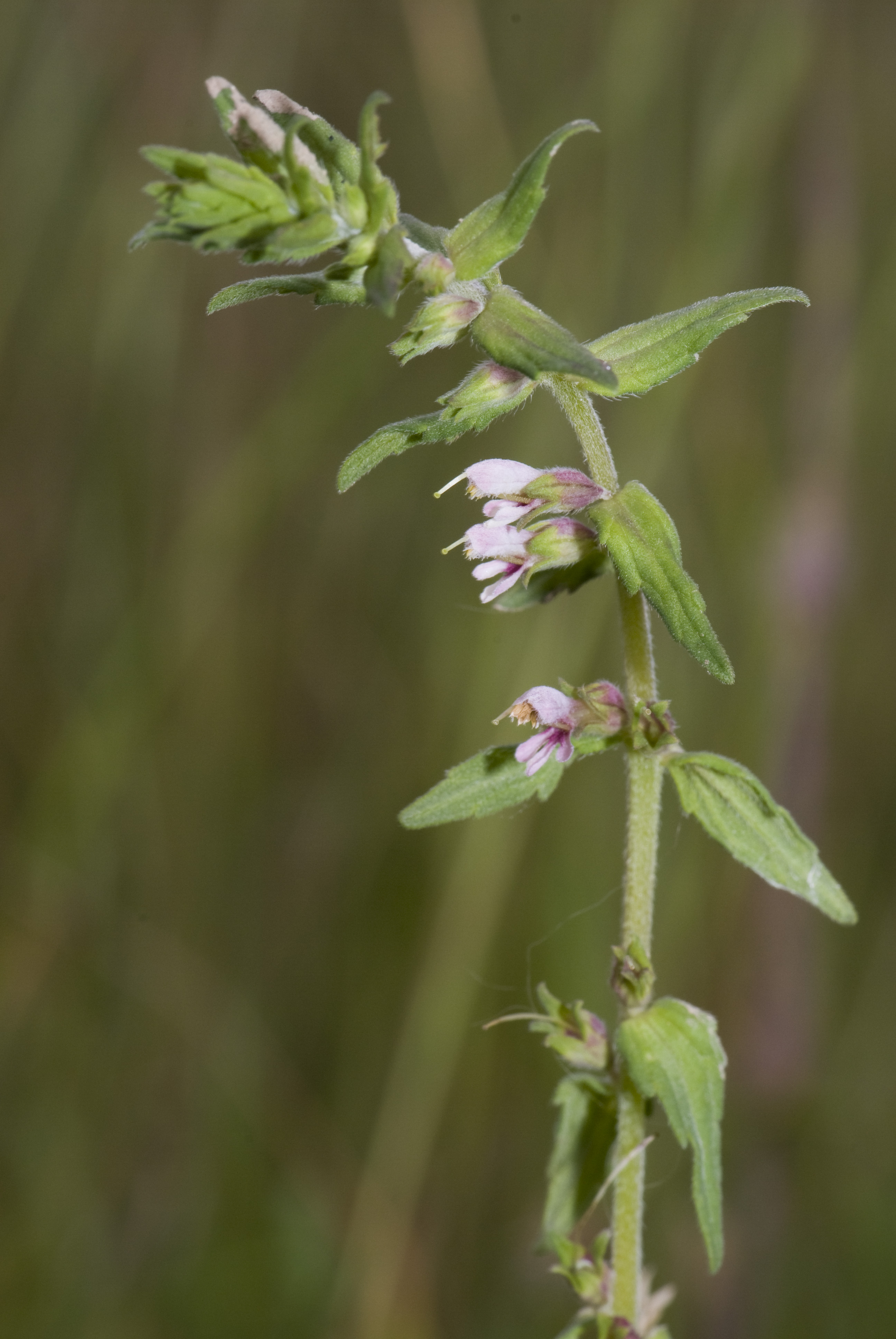
Odontites vernus
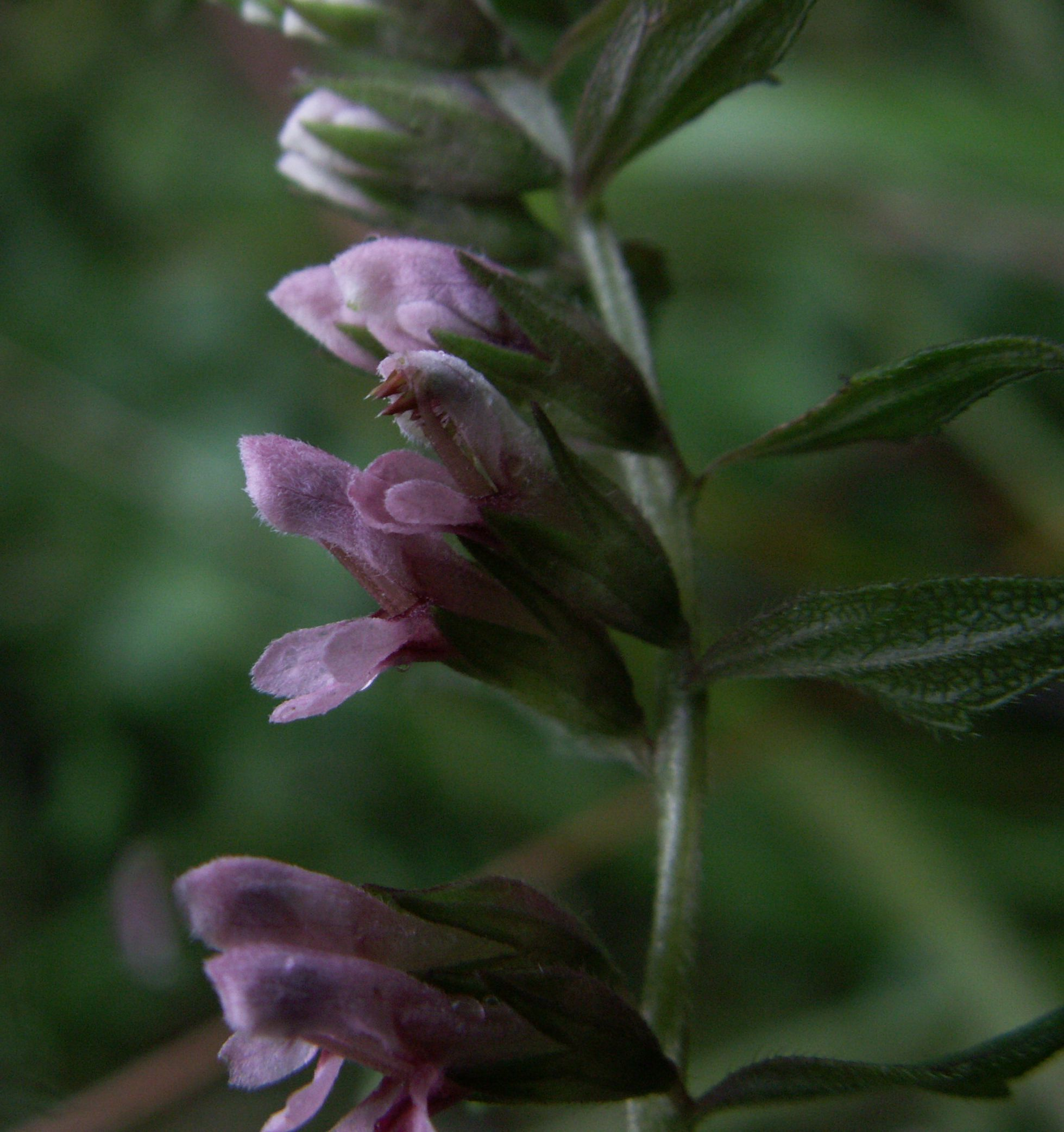
Odontites vulgaris
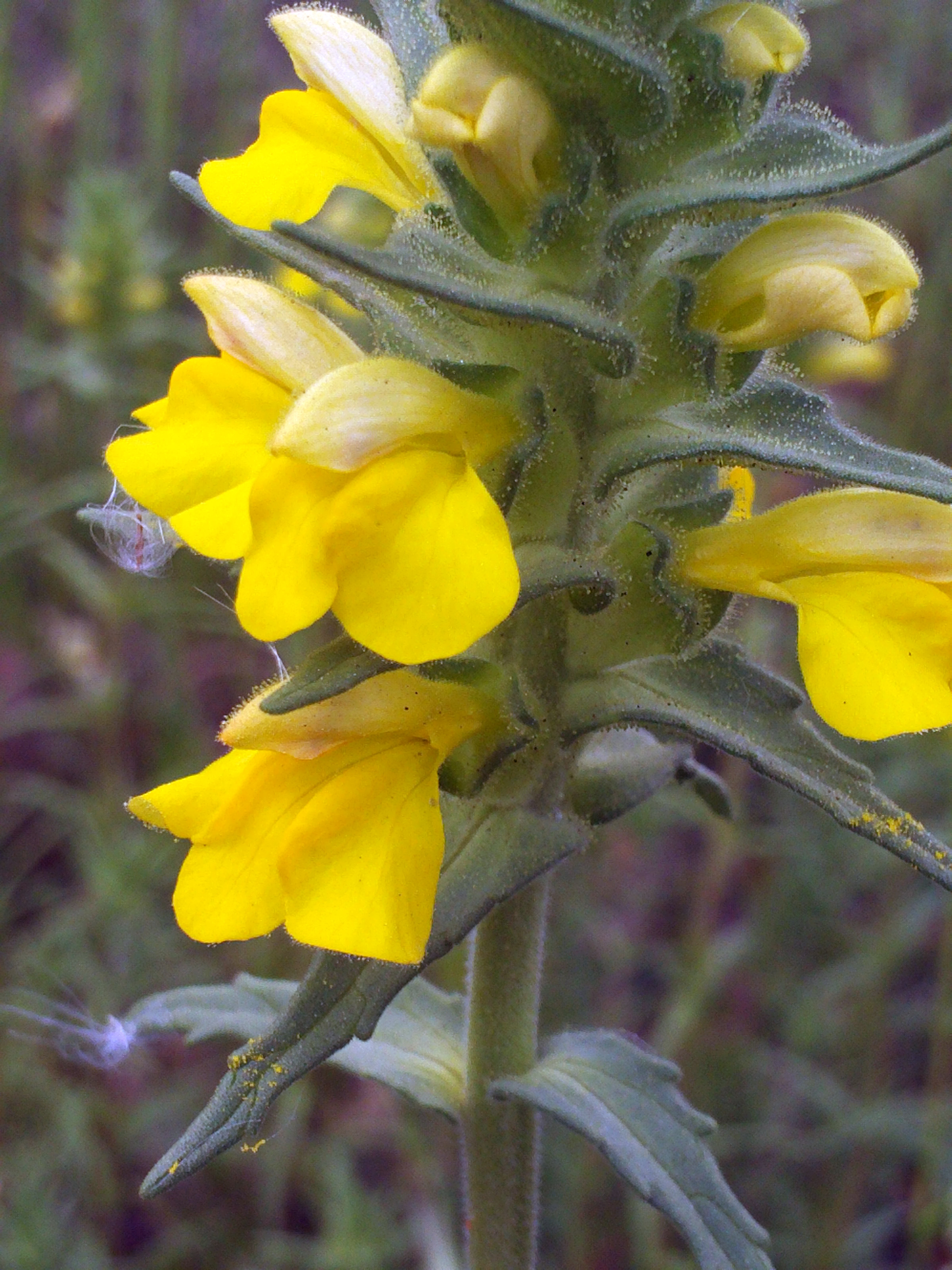
Parentucellia viscosa
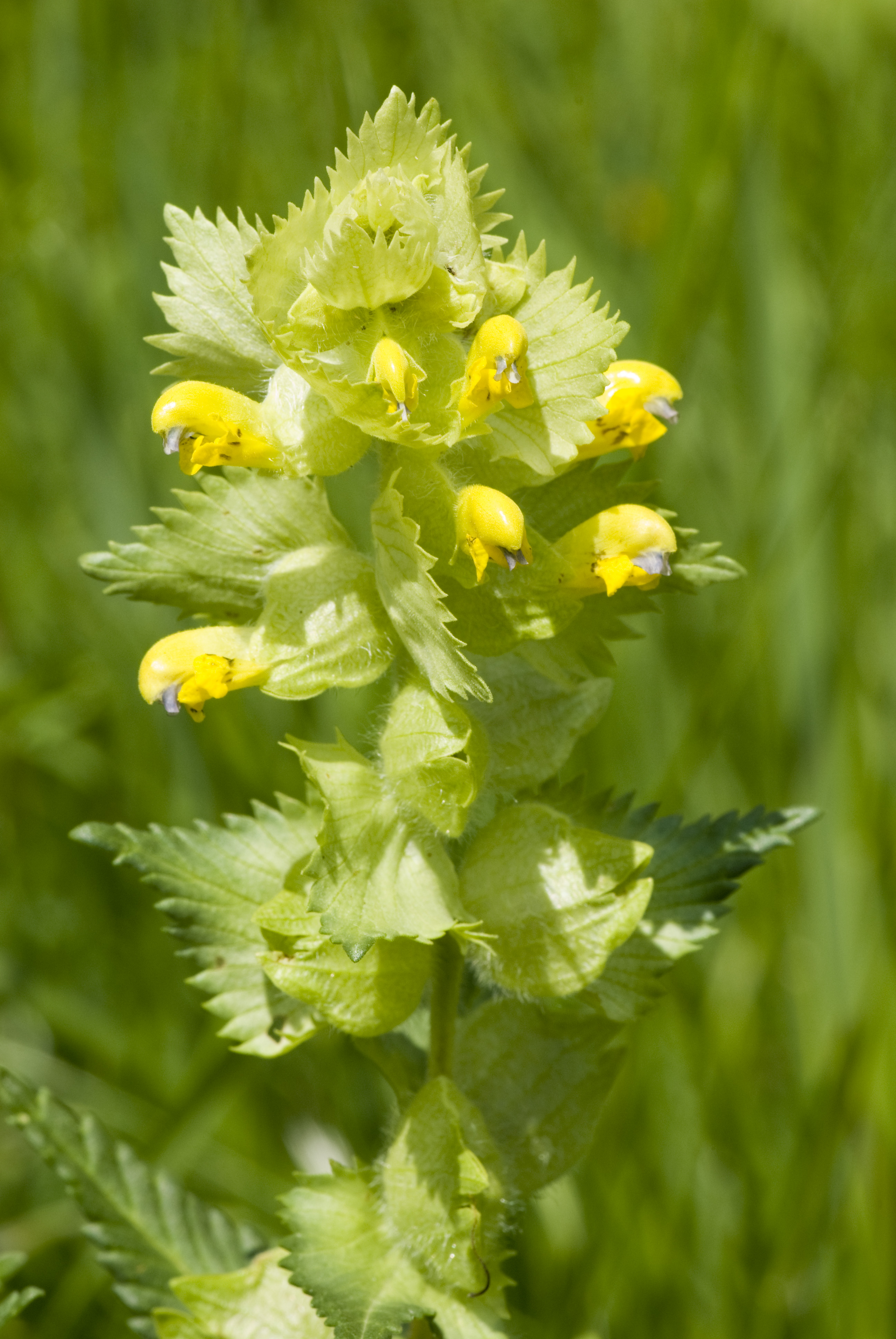
Rhinanthus alectorolophus
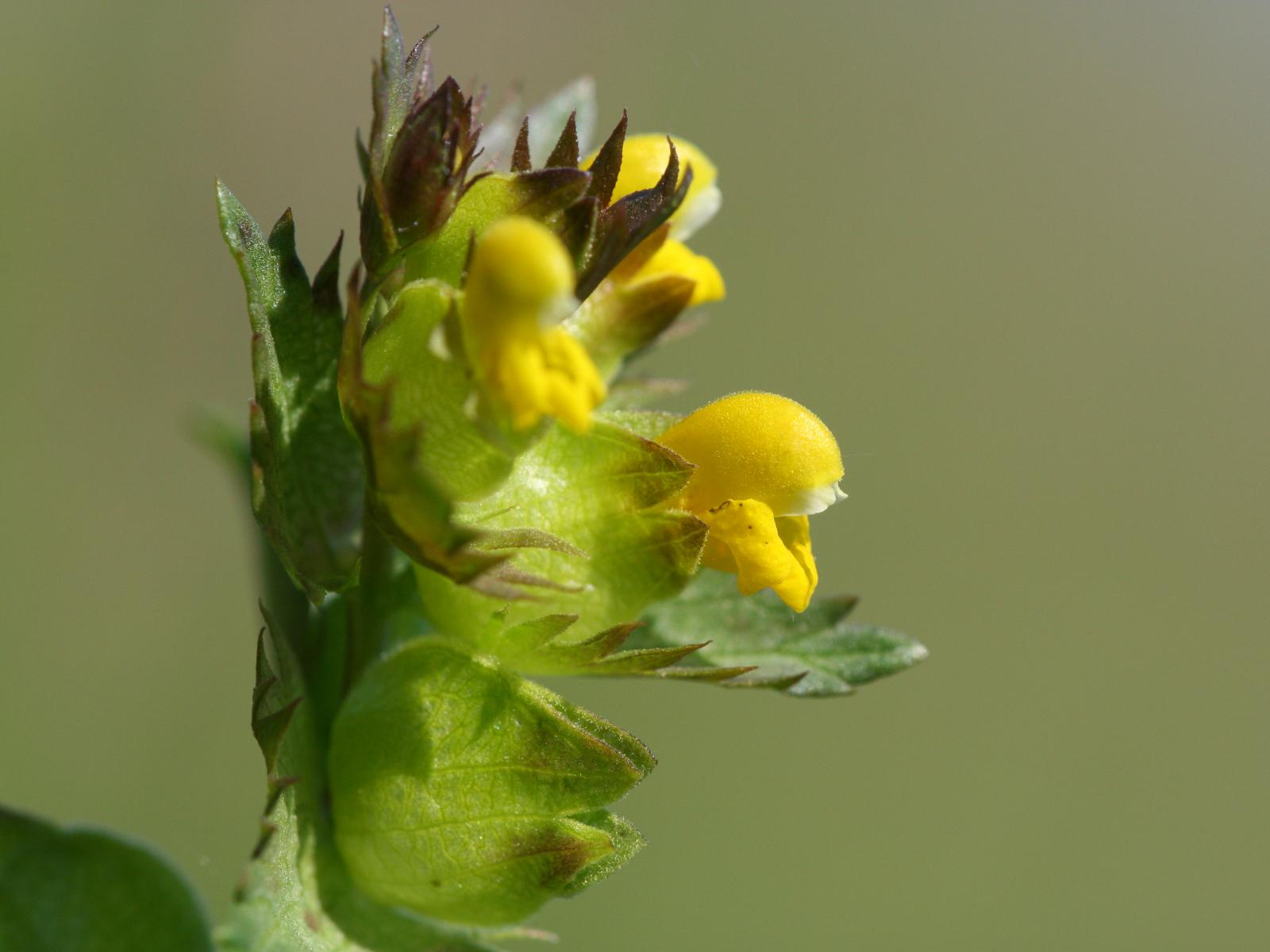
Rhinanthus minor
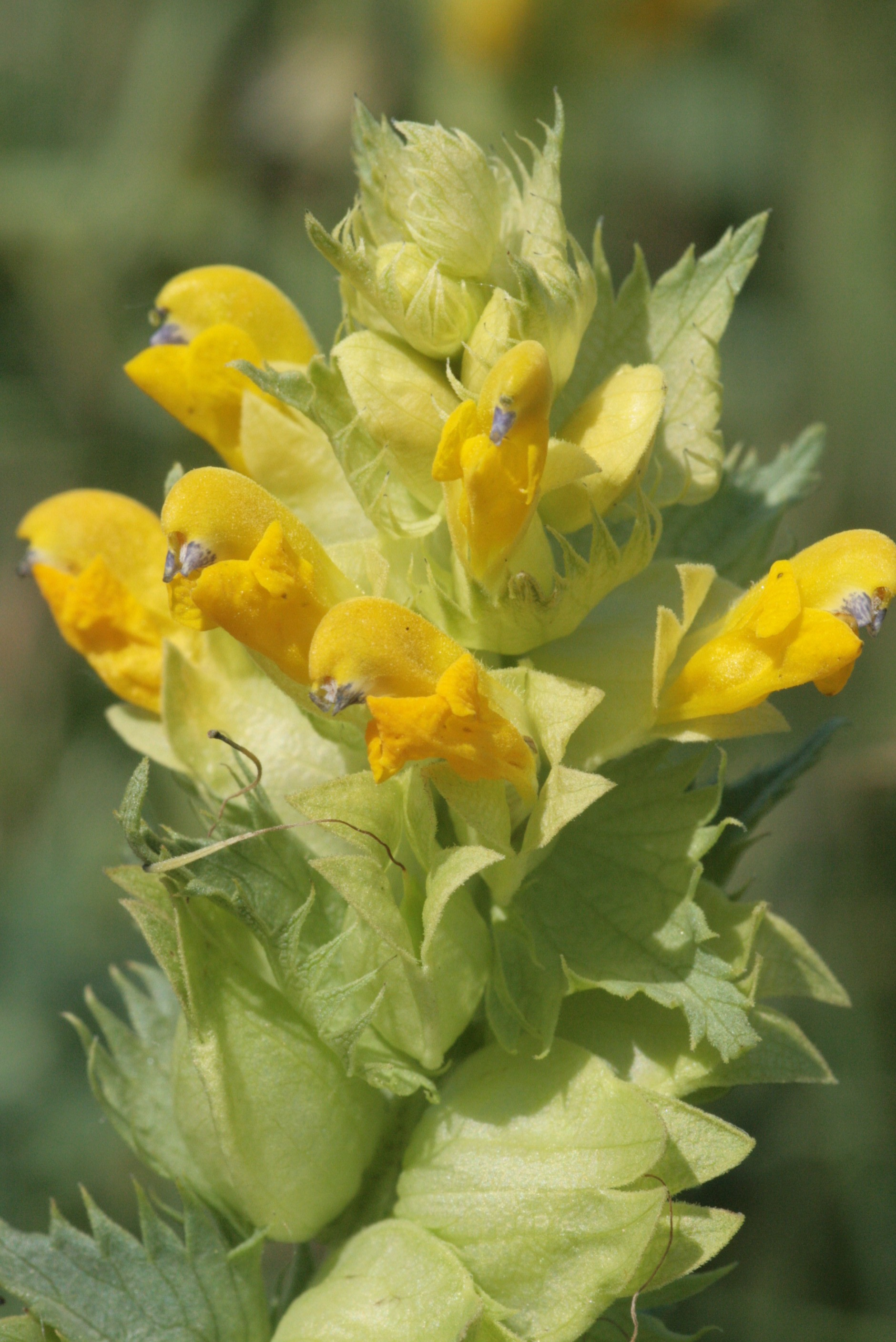
Rhinanthus serotinus
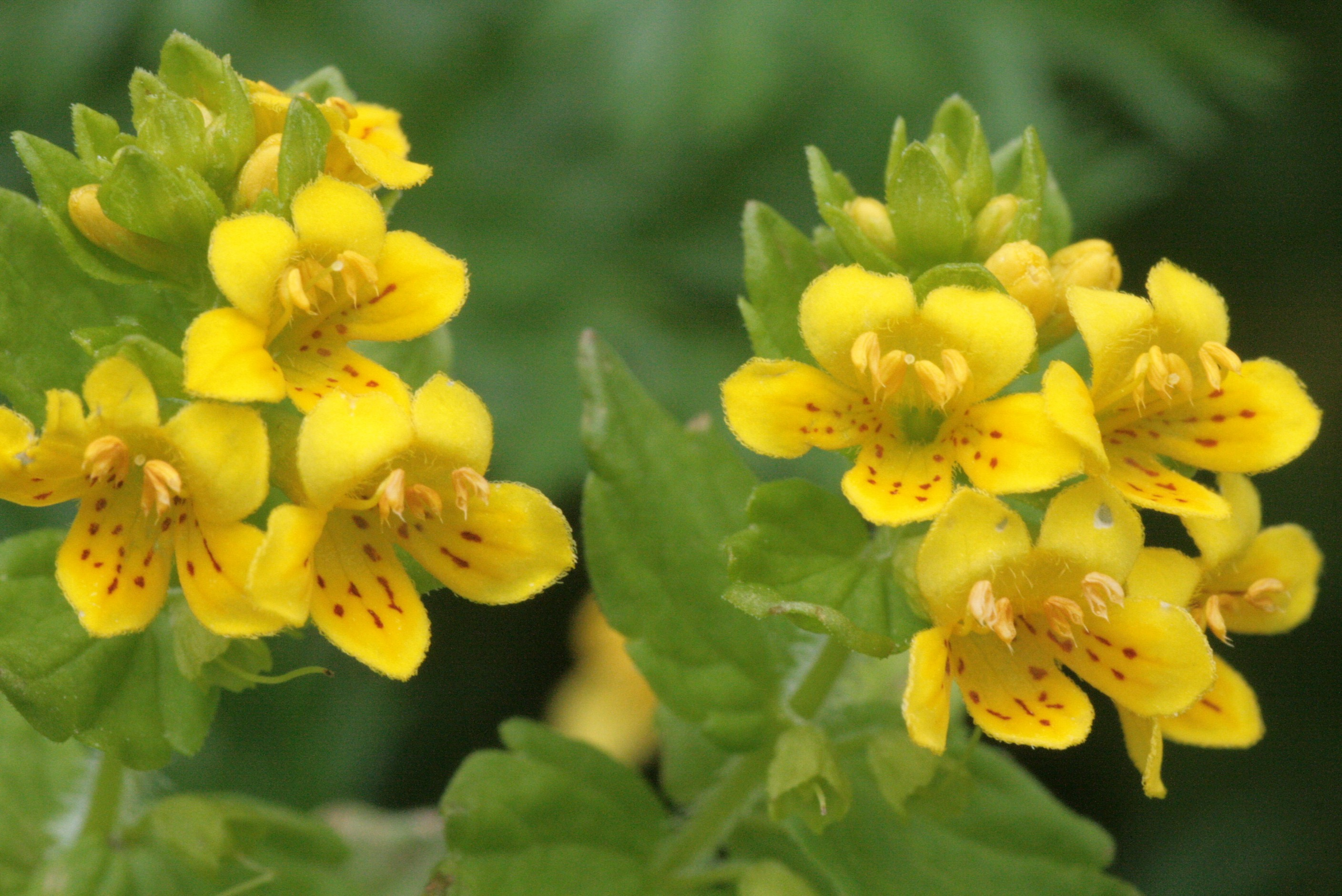
Tozzia alpina